# Coll del Burro
El Coll del Burro és un coll dels contraforts nord-orientals del Massís del Canigó, a 2.289,6 metres d'altitud, en el límit dels termes comunals de Fontpedrosa i de Nyer, tots dos a la comarca del Conflent, de la Catalunya del Nord. És a prop de l'extrem sud-oriental del terme de Fontpedrosa i de l'extrem sud-occidental del de Nyer, a ponent de la Gallinera de Borgunyà i a llevant de la Coma de Bacivers.